# Колбаса с костями
Колбаса с костями (кно́хенвурст, нем. Knochenwurst) — немецкая колбаса, специалитет вестфальской кухни родом из Верхнего Зауэрланда. Кнохенвурст популярен в Винтерберге и Медебахе, где продаётся в зимнее время в мясных лавках и предлагается в меню ресторанов. Изначально бедняцкая еда, колбаса с костями в настоящее время превратилась в деликатес.
Для приготовления колбасы с костями требуются свиной колбасный фарш, мясная обрезь и порубленные на кусочки свиные рёбрышки с остатками мякоти. Исходное сырье приправляют семенами горчицы и другими пряностями, набивают в искусственную или натуральную колбасную оболочку или свиной желудок и отправляют на копчение. Затем колбасу с костями отваривают в воде в течение двух часов, и в это время рёбрышки придадут колбасе особый вкус. Кнохенвурст подают с квашеной капустой, жареным репчатым луком и картофельным гарниром. Кости в колбасе не едят, их аккуратно вынимают и откладывают в сторону.